# La Aldea de San Nicolás
La Aldea de San Nicolás – gmina w Hiszpanii, w prowincji Las Palmas, we wspólnocie autonomicznej Wysp Kanaryjskich, o powierzchni 123,58 km². W 2011 roku gmina liczyła 8633 mieszkańców.